# Gasellband

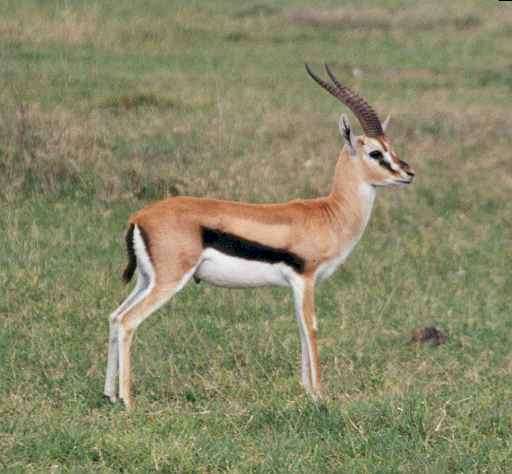
En thomsongasell med det tydligt markerade gasellbandet.

Gasellband är ett vanligtvis mörkt färgat band på sidan på gaseller och antiloper. Bandet kan vara svart eller mörktbrun färgat. Vissa arter av gasell har bara en antydning till band, till exempel sandgasellen. Man tror att bandet antingen har till uppgift att signalera till andra antiloper vid flykt eller att det är en sätt att hålla ihop hjorden, ungefär som zebrornas ränder.